# جامعة ألبرتا
جامعة ألبرتا (بالإنجليزية: University of Alberta)‏ من أبرز معاهد التعليم الحكومي في كندا وفي أمريكا الشمالية. تضم 18 كلية أكاديمية تقدم 200 برنامجاً للدراسة الجامعية الأولية (الشهادة الجامعية المتوسطة والبكالوريس) و170 برنامج دراسات عليا (ماجستير ودكتوراه). جامعة ألبرتا جامعة أكاديمية بحثية في مدينة إيدمونتون بمقاطعة ألبرتا الكندية وهي مدعومة حكومياً.أسسها رئيس وزراء ألبرتا الأول ألكساندر كاميرون رذرفورد وحاكمها الأول هنري مارشال توري عام 1908.

## نبذة عامة
تعتبر جامعة ألبرتا إحدى كبريات الجامعات الحكومية الكندية والجامعة الاقدم في مقاطعة ألبرتا إحدى أغني وأجمل مقاطاعات البلاد. تأسست في عام 1908, وهي واحدة من مؤسسات البحث المكثف النخبة في كندا وفي العالم، في الفترة 2003-2004 تلقت الجامعة ما يزيد من 377 مليون دولاركتمويل خارجي لأنشطتها البحثية مما يجعلها أعلى متلقي للتمويل الخارجي للأبحاث بين جميع مؤسسات مابعد المرحلة الثانوية في كندا. بين أبرز الاكتشافات في الجامعة أول علاج ناجح لمرض السكري من النوع (1).
وفي الوقت الحالي دخلت جامعة ألبرتا في شراكة مع مختلف الشركات الصناعية والمالية بالإضافة إلى الحكومة الكندية ومجلس مقاطعة ألبرتا، لتنفيذ مشروع بيميزانية 20.5 مليون دولار لدراسة الأساليب التي يمكن من خلالها تقليل الآثار البيئية السلبية للأنشطة الصناعية. في عام 2004 أنشأت جامعة ألبرتا فرعها بكامروز، ألبرتا، على بعد حوالي 90 كيلومتر جنوب شرق ادمونتون، عندما أصبحت أوغستنا، وهي جامعة كانت تابعة للكنيسة اللوثرية وتأسست في عام 1910، فرعاً لجامعة ألبرتا. وتضم الجامعة بالإضافة الي ذلك أربعة افرع في ادمونتون ومركزا للموظفين في وسط مدينة كالغاري.
يزور جامعة ألبرتا أكثر من 39,000 طالب من جميع أنحاء كندا و152 دولة أخرى في ما يقرب من 400 برنامج في 18 كلية. وتعتبر ثالث أكبر جامعة علي مستوي كندا حيث يعمل بها 15 ألف موظف.

## نبذة عامة عن مدينة ادمنتون
ادمونتون أو ادمنتون، (بالإنجليزية:Edmonton)، وتلفظ ادْمِنْتون، هي خامس أكبر مدينة كندية وعاصمة مقاطعة ألبرتا. لم تكتشف المنطقة التي تقع فيها المدينة من قبل الأوروبيين إلا في النصف الثاني من القرن الثامن عشر وقد سميت على اسم منطقة أدمونتون التي تقع في العاصمة البريطانية لندن. لم تصبح أدمونتون مدينة سوى سنة 1904 وقد كان عدد سكانها يبلغ وقتها 8,350 نسمة. أصبحت عاصمة لمقاطعة ألبرتا في 1 سبتمبر 1905. عرفت المدينة في السنوات الأخيرة ازدهارا كبيرا بفضل الطفرة النفطية التي شهدتها المقاطعة. بلغ عدد سكان بلديتها 836,372 سنة 2006.
الجو جميل وصحي جدا طول العام ولكن من أخر شهر نوفمبر وحتى منتصف مارس تقرييا البرد على اشده، يمكن أن تصل الحرارة ل-17. ولكن كثرة الاحتفالات والمناسبات تجعل من الثلوج المتراكمة مصدر للسعادة.

## الشؤون الأكاديمية
ألبرتا جامعة مدعومة حكومياً وصناعياً من خلال كبريات الشركات النفطية الموجودة في مدينة أدمنتون، وهي عضو في اتحاد الجامعات والكليات الكندية U15 والتي تضم الجامعات الرائدة في كندا. يوجد فيها حوالي 40 ألف طالب وطالبة وتتضمن حوالي 5000 مادة علمية ضمن 370 تخصص متاح.

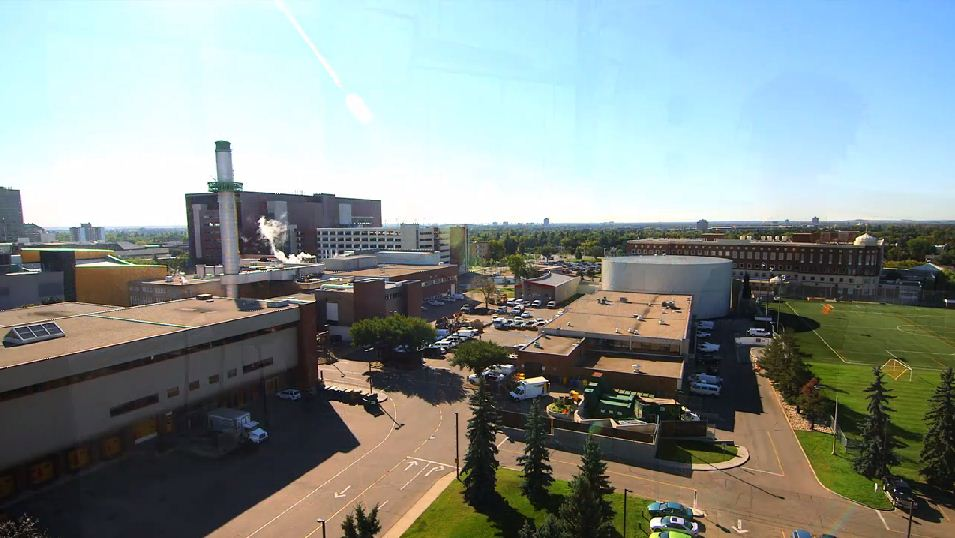
صوره خارجية لمعمل إنتاج الطاقة الكهربائية في الجامعة
معمل مشترك بين الهندسة الكهربائية والهندسة المكانيكية
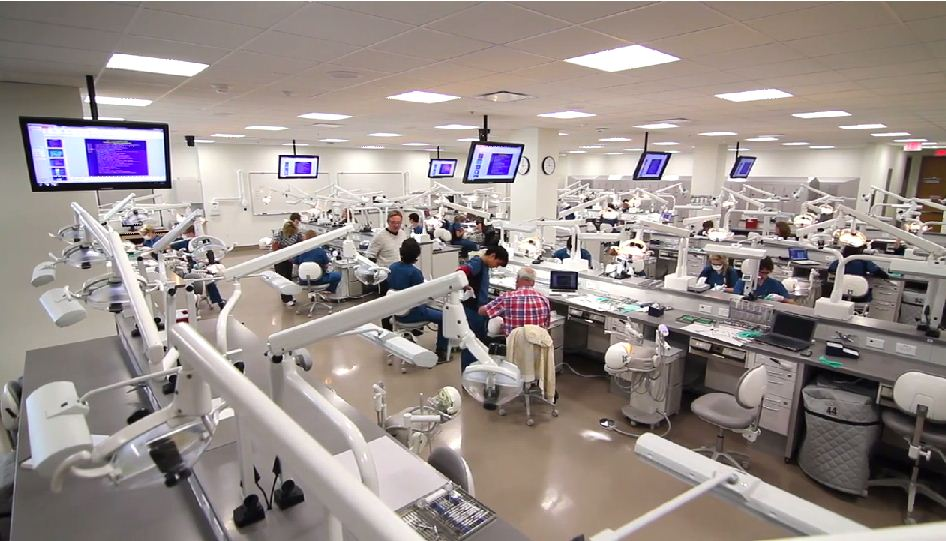
معمل طب الاسنان والموجود في كلية الطب
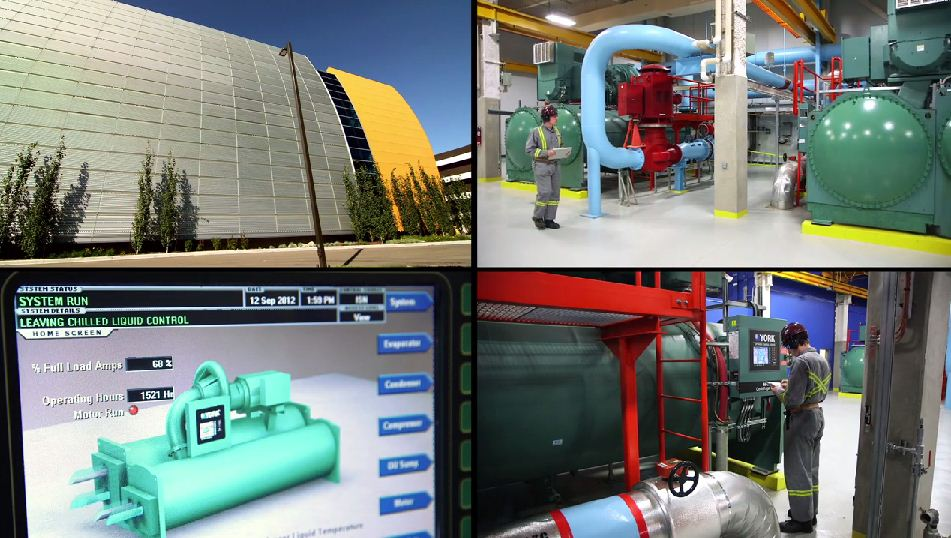
معمل التحكم الالكتروني

تستمد جامعة ألبرتا طاقتها الكهربائية من محطة لإنتاج الطاقة موجوده ضمن الحرم الجامعي وتعتبر المحطة أكبر مصنع جامعي في كندا والخامس في أمريكا الشمالية، لذلك يوجد أكثر من خمس وعشرون معمل لمختلف أنواع الهندسة الميكانيكية والكهربائية والمدنية والصناعية والمعمارية والبترولية.
إضافة إلى ذلك جامعة ألبرتا تعتبر رائدة جداً في العلوم الطبية حيث تشمل مستشفى جامعي متخصص ومستشفى للاطفال ومعهد الأمراض السرطانية ومعمل طب الأسنان.

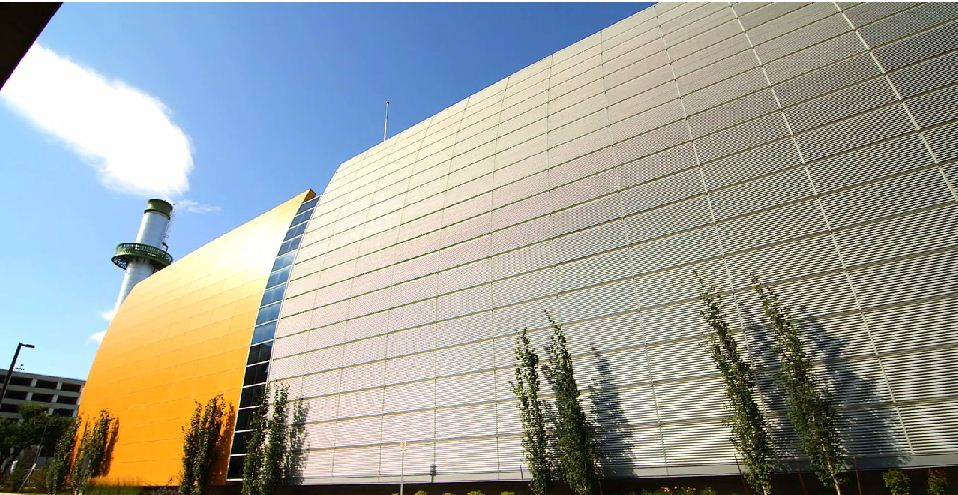
معمل الطاقة المتجدده
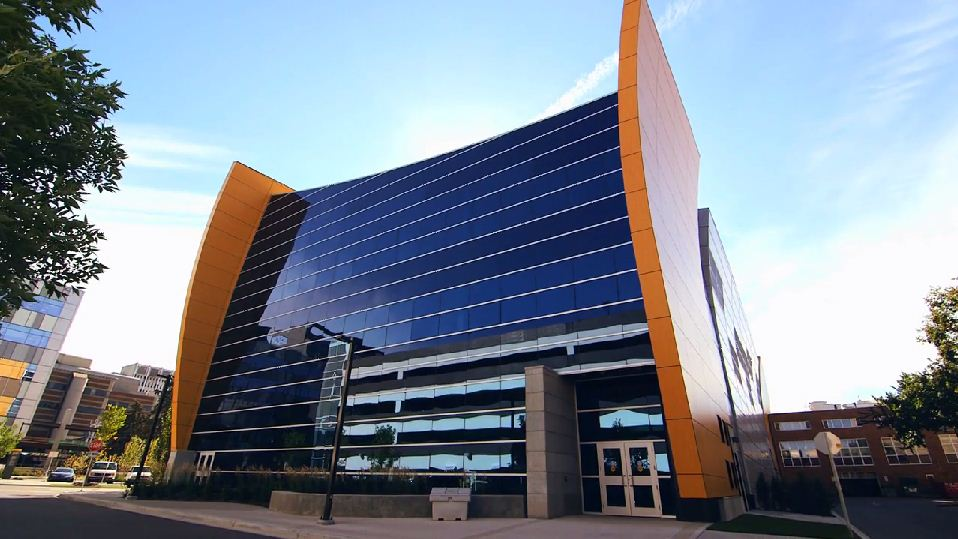
HVAC محطة ومعمل
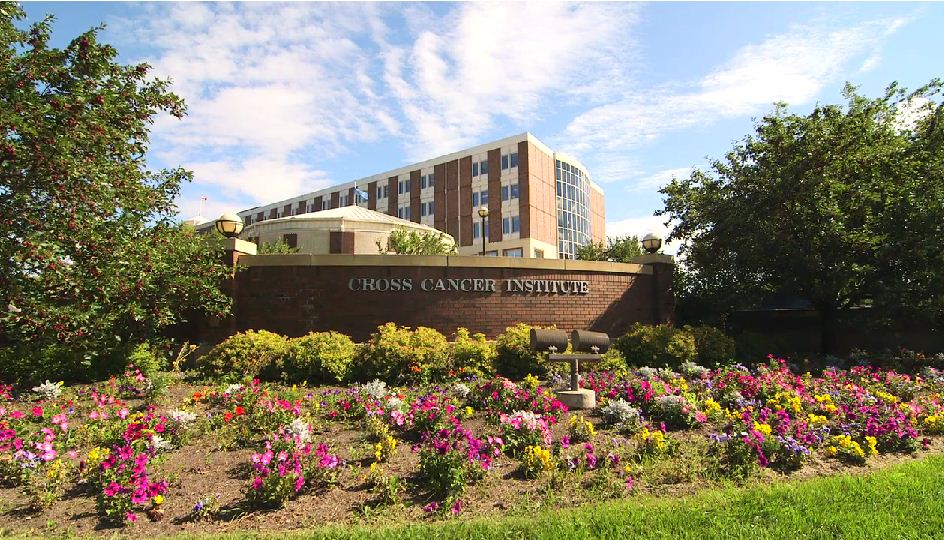
معهد الامراض السرطانية
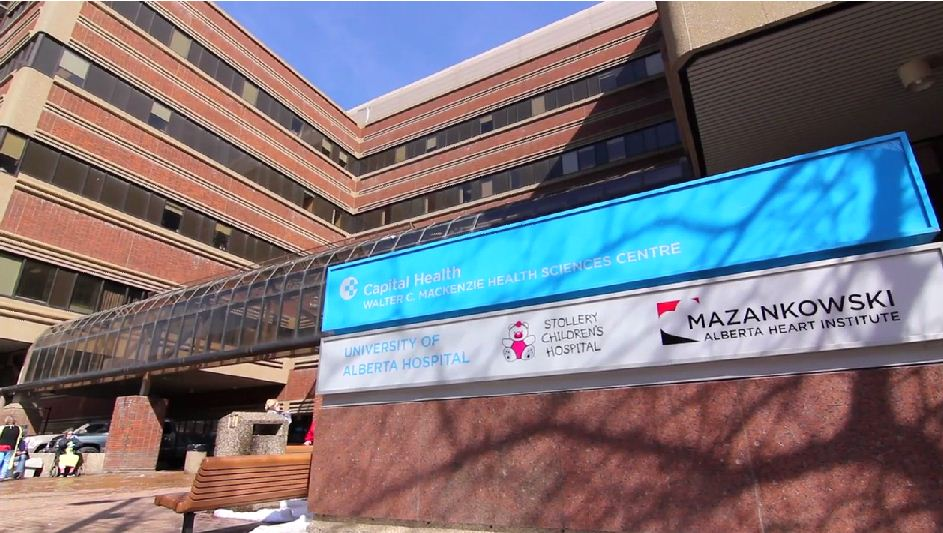
مستشفى للاطفال

العلوم الإنسانية والاجتماعية لاتقل كفائتها عن كليات الطب والهندسة في الجامعة حيث ان اقدم الكليات في الجامعة هي كليات الفنون واللغات التي تضم قسم الإدارة والمحاسبة وقسم العلوم التطبيقية وقسم العلوم السياسية. ايضاً علوم الموسيقة والرياضة لها في الجامعة عده اختصاصات.

### المكانة
جامعة ألبرتا دأبت في الحصول على المراتب العليا بين أفضل الجامعات الكندية. حيث تصنف من ضمن أفضل خمس جامعات في كندا ومن ضمن أفضل مئة جامعة في العالم وذلك حسب التصنيفات الرائده.
في عام 2013/2014 واعتماداً على التصنيف الإسباني الشهير ويبومتركس تم تصنيف جامعة ألبرتا الثالثة على مستوى الجامعات الكندية والثامنة والستون على مستوى جامعات العالم، ضمن أكثر من 12,000 جامعة مصنفة عالمياً.
جامعة ألبرتا رائده في مجالات الهندسة والتكنولوجيا وقد احتلت الرقم الخامس والستون في الهندسة عالمياً والرقم التاسع والثلاثون في الطب عالمياً والرقم التاسع عشر في العلوم المالية ولاقتصادية لعام 2013/2014 بحسب التصنيف الصيني الشهير شنغهاي.
لذلك السبب يوجد أكثر من مائة اتفاقية مبرمة بين جامعة ألبرتا والجامعات العريقة والناشئة في الشرق الاوسط مثل جامعة القاهرة في مصر وجامعتي الملك سعود والملك فهد للبترول والمعادن في المملكة العربية السعودية وغيرها الكثير في الصين وكوريا الجنوبية واليابان ولبنان.

### الأبحاث
من بين حوالي تسعين جامعة أكاديمية وبحثية في كندا، وكالة الابحاث الوطنية وضعت جامعة ألبرتا في المرتبة الأولى من حيث كثافة الأبحاث وقدر متوسط المخصص المالي لكل باحث بـ 305,689$. وبين عامي 2013 و2014, مجلة ذا ساينتس (المجلة العلمية) وضعت جامعة ألبرتا ضمن أفضل خمس جامعات في العالم خارج أمريكا لطرح وعمل الابحاث ما بعد درجة الدكتوراة خصوصاً في الطب والهندسة.
في عام 2013 قرارت الجامعات الكندية النخبة في مجالات الهندسة تشكيل اتحاد أكاديمي بحثي مشترك باسم (Canadian Graduate Engineering Consortium نسخة محفوظة 29 مارس 2016 على موقع واي باك مشين.) يهدف لتعزيز مجالات الهندسة في تلك الجامعات ولتعزيز الاحتياج المتزايد في مجالات الهندسة في كندا من خلال توفير ارقى اماكن التعليم الاكاديمي ليس في كندا وحسب بل في العالم. الجامعات هي:
- جامعة تورنتو
- جامعة كولومبيا البريطانية
- جامعة مكغيل
- جامعة ألبرتا
- جامعة واترلو

## أشهر خريجي الجامعة
كثير من خريجي جامعة ألبرتا وجدوا النجاح في مجالات مختلفة وكانوا في القمة في المجال العام والخاص. لقد انجبت الجامعة أكثر من 250,000 خريج وكان من ضمنهم العديد من السياسيين والعلماء والمشاهير، على سبيل المثال لا الحصر:
- رئيس الوزراء الكندي جو كلارك
- البرفسور ريتشارد تيالور الحائز على جائزة نوبل للعلوم
- الحاكم ال20 لكندا رولاند ميتشينر
- العميد العام لكلية الطب في جامعة هارفارد جوزيف مارتن
- الرئيس العام للكرسي الملكي للطب في جامعة أوكسفورد السير جون بيل[12]
- وزير الصحة السعودي الدكتور عبدالله الربيعه
- مدير جامعة ستانفورد السابق (1949 إلى 1968) والايس سترلينغ[13]

## وصلات خارجية
- موقع جامعة ألبرتا
- University of Alberta